# Noye
La Noye [nwa] est une rivière française, de l'ancienne région Picardie, donc dans la nouvelle région des Hauts-de-France, dans les deux départements de l'Oise et de la Somme, et un affluent de l'Avre en rive gauche, donc un sous-affluent du fleuve la Somme.

## Étymologie
La Noye tire son nom de la forme *naudia dérivée de nauda, de naw noue, « prairie inondable ».

## Géographie

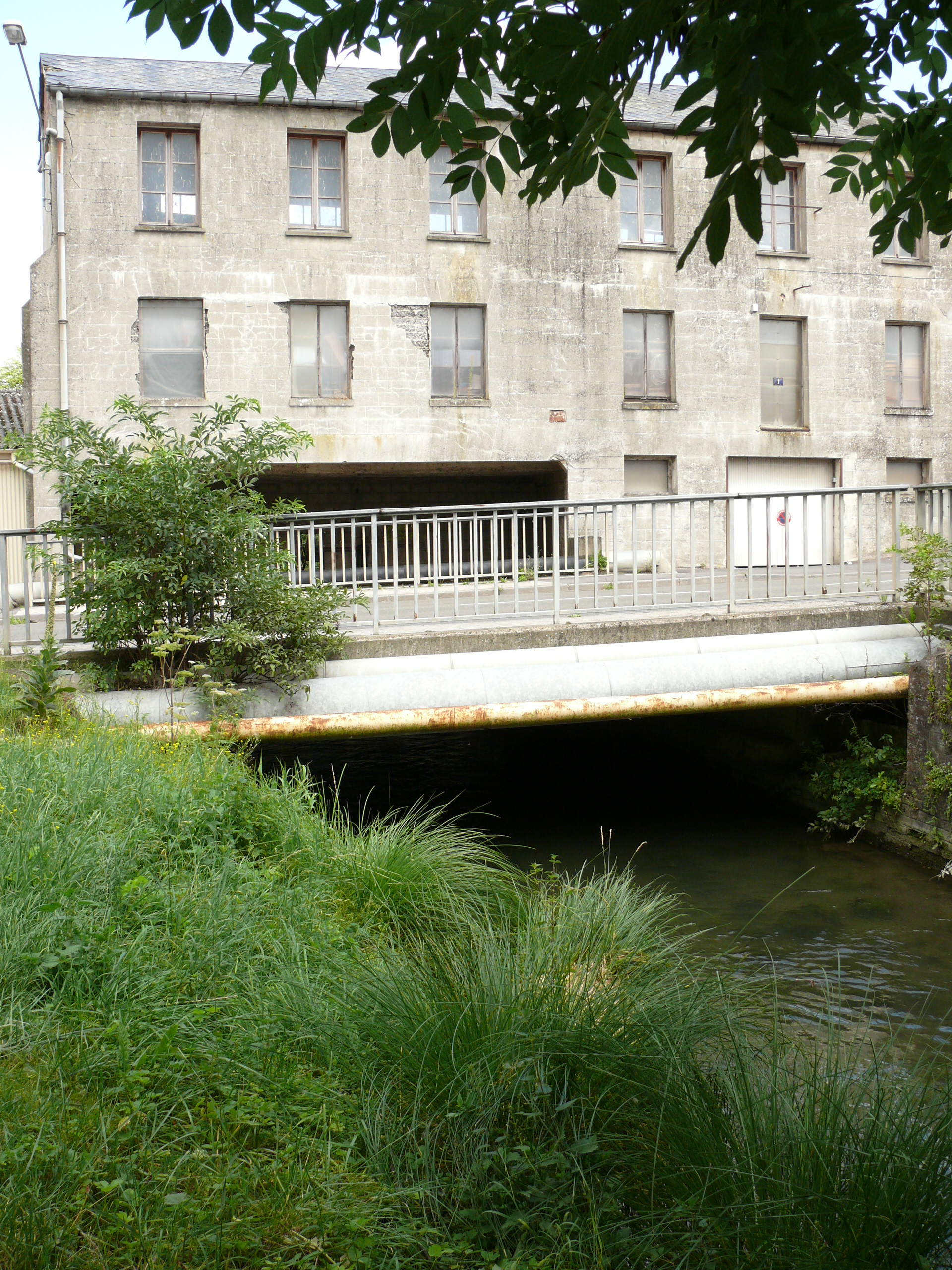
Ancien moulin sur la Noye à Ailly-sur-Noye

La Noye est une rivière de 33,4 kilomètres  du nord de l'Oise et du sud de la Somme. Elle prend sa source à Vendeuil-Caply (Oise) au sud de Breteuil-sur-Noye, à l'altitude 82 mètres, près du mont les Châtelets (140 m), et du bois de Calmont, sur la montagne de Bellevue (152 m) et à deux kilomètres à peine du lieu-dit la Montagne de Breteuil, en dessous du Blanc-Mont (155 m). 
Elle coule Nord-Nord-Est avant de se jeter dans l'Avre à Boves, à l'altitude 28 mètres (ou 24 m  selon la source), 3 km après avoir passé le Centre du Paraclet du Conseil Supérieur de la Pêche, ainsi que le lycée agricole d'Amiens-le-Paraclet, près du pont Prussien, et de la Réserve naturelle de l'Étang Saint-Ladre. 

### Communes et cantons traversés
- Oise - dans le sens amont vers aval - : Vendeuil-Caply (source), Breteuil, Paillart. Soit en termes de canton, la Noye prend sa source dans l'ancien canton de Breteuil (Oise), maintenant le canton de Saint-Just-en-Chaussée dans l'arrondissement de Clermont.

- Somme - dans le sens amont vers aval - : Folleville, La Faloise, Chaussoy-Epagny, Chirmont (longe la frontière communale), Ailly-sur-Noye, Guyencourt-sur-Noye, Remiencourt, Cottenchy, Dommartin, Fouencamps, et Boves (confluence) [1], c'est-à-dire traversant dans la Somme les deux cantons : canton d'Ailly-sur-Noye et l'ancien canton de Boves maintenant le canton d'Amiens-5 tous les deux dans l'arrondissement d'Amiens.

### Toponymes
La Noye a donné son nom aux quatre communes suivantes : Ailly-sur-Noye, Estrées-sur-Noye, Flers-sur-Noye, Guyencourt-sur-Noye ainsi qu'au lieu-dit Berny-sur-Noye dans la commune d'Ailly-sur-Noye. Flers-sur-Noye, ainsi que Estrées-sur-Noye sont, certes, non loin de la rivière Noye, mais leur territoire n'est nullement traversé par celle-ci.

### Hydrographie
La largeur moyenne du cours d'eau est de 1 à 3 mètres. Sa pente moyenne est 1,96 ‰. Sur son cours, il y a deux stations qualité dans la Somme : à Dommartin et à La Faloise.
L'Ameva, le syndicat d'Aménagement et valorisation du bassin de la Somme, est en cours de travail pour un plan de gestion de la Noye.

### Bassin versant
La Noye traverse une seule zone hydrographique « l'Avre et le Canal de la Somme de l'écluse numéro 16 Lamotte à l'écluse numéro 17 Amiens » (E640).
Le bassin versant est de 368 km2 de superficie. Les bassins versants voisins sont au nord et à l'est l'Avre, à l'ouest la Selle_, au sud-est la rivière des Paquets, au sud la vallée de l'Arré, affluent de la Brêche, et la Brêche au sud-ouest.

### Organisme gestionnaire
L'organisme gestionnaire sont les deux « association syndicale de la rivière Noye (1ère section) » et « association syndicale de la rivière Noye (2ème section) », toutes les deux membres partenaires de l'AMEVA ou «syndicat mixte d'aménagement et valorisation du bassin de la Somme».

## Affluents
La Noye a trois affluents : 

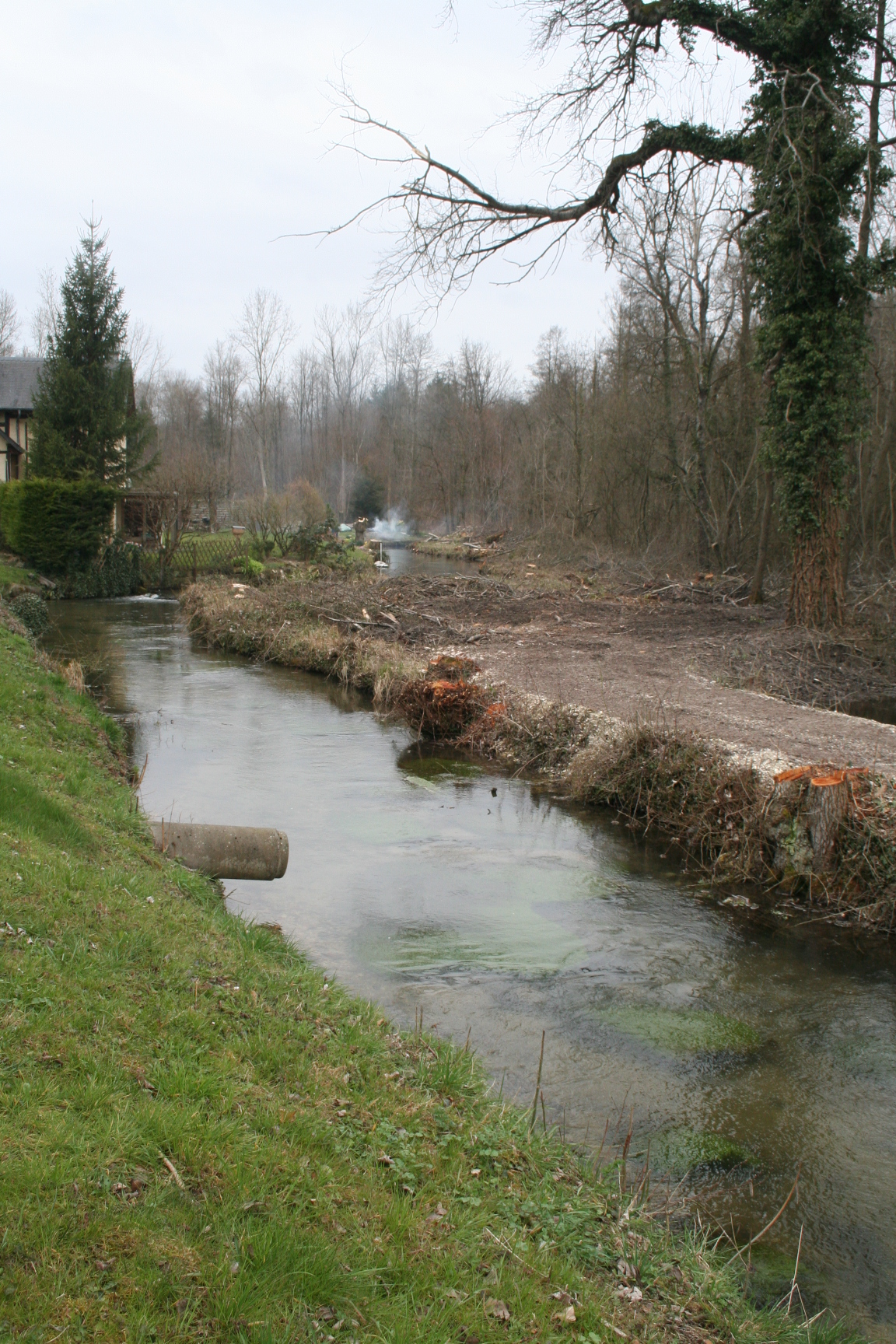
L'Echaut à Pont-d'Grès à Cottenchy.

- la rivière de Rouvroy (rd[note 2])[8] d'une longueur de 3,6 km, en rive droite. Elle traverse Paillart et Rouvroy-les-merles dans l'Oise, c'est-à-dire le canton de Breteuil dans l'Oise.
- l'Echaut [9], d'une longueur de 3,4 km, en rive gauche, et traversant les trois communes de la Somme : Cottenchy, Guyencourt-sur-Noye et Remiencourt, trois communes dans le canton de Boves.
- le Gué du Nil [10], d'une longueur de 1,5 km, en rive droite, et traversant la commune de Breteuil dans l'Oise dans le canton de Breteuil (Oise).

### Rang de Strahler
Donc son rang de Strahler est de deux.

## Hydrologie
Son régime hydrologique est dit pluvial océanique.

### La Noye à Dommartin
La Noye a été observée depuis le 1er novembre 2008 à la station E6407540 La Noye à Dommartin  pour un bassin versant de 311 km2 et à 50 m d'altitude.
Le QMXA de son débit est à Dommartin de 1,81 m3/s.

### Crues
Sur cette courte période d'observation, le débit journalier maximal a été observé le 31 mai 2016 pour 3,280 m3/s. Le débit instantané maximal a été observé le 8 février 2014 avec 3,170 m3/s et la hauteur maximale instantanée de 489 mm soit 0,489 m le 31 mars 2016,.

## Aménagements et écologie
Comme la plupart des rivières voisines, son fond de vallée est large, humide, et a été exploité en tourbières.